# Jason Euell
Jason Joseph Euell (Londra, 6 febbraio 1977) è un allenatore di calcio ed ex calciatore britannico naturalizzato giamaicano, di ruolo attaccante.